# Eleonora
Jméno Eleonora, Eleanor, Eleonor (příp. Leonora) je ženské rodné jméno, které je zakotvené v angličtině, francouzštině a španělštině a pochází ze starého provensálského jména Aliénòr.
První známou nositelkou Alienòr d'Aquitània, tedy Eleonora Akvitánská, která prý byla původně pojmenována po své matce Aeonor. Na rozlišení mezi oběma ženami se dceři začalo říkat alia Aenor „ta druhá Aenor“. Existují zmínky o starším použití jména, ale všechny ve zdrojích až následných životu Eleonor Akvitánské. Původ jména Aenor je nejasný, snad jde o latinizaci neznámého germánského jména. Možné alternativní vysvětlení původu uvádí Miloslava Knappová podle které je patrně arabského původu a rozšířilo se prostřednictvím španělštiny. Jeho význam uvádí jako „Bůh je mé světlo“, nebo pod vlivem řeckého eleos jako „milosrdenství“.
V Česku je jméno rozšířeno málo, a to spíše ve starší generaci. Bylo dáváno především mezi lety 1930 a 1950 a jeho popularita se opět mírně zvedla až po roce 2010. 
Domácími podobami jsou Ela, Eli, Elka, Nori, Lea, Lora, Lorka a další. V současném kalendáři nemá jmeniny, kdysi se slavily 21. února.
Mezi různé podoby jména patří:
- Aliénor (francouzština)[3]
- Eilionoir (skotská gaelština)[1]
- Elenoora (finština)[1]
- Eleanor (angličtina)[3]
- Eleonor (španělština)[3]
- Eleonora (angličtina, dánština, italština, němčina, polština, ruština, srbochorvatština, švédština)[3][1]
- Eleonóra (maďarština, slovenština)[3]
- Eleonore (angličtina, dánština)[3]
- Éléonore (francouzština)
- Elinor (angličtina)
- Leonor (španělština, portugalština)
- Leonora (španělština, portugalština)
- Leonore (němčina)[1]

## Slavné Eleonory

### Panovnice a manželky panovníků
- Eleonora Akvitánská (1122–1204)
- Eleonora Provensálská (1223–1291)
- Eleonora Portugalská (1434–1467)
- Eleonora Habsburská (1498–1458)
- Eleonora Gonzagová (1598–1655)

### Ostatní
- Eleanor Boardman – americká herečka
- Eleanor Roosevelt – první dáma USA
- Eleanor Marx – politická aktivistka, dcera Karla Marxe
- Eleonora van Dijková – nizozemská cyklistka

## Fiktivní postavy
- Elinor Dashwood – postava z románu Rozum a cit